# 敲屋顶战术
敲屋顶（希伯來語：‎）或敲屋頂戰術是以色列國防軍的一種作戰策略，他們在準備轟炸巴勒斯坦的軍事目標前會事先向目標周圍民宅的屋顶投掷非爆炸性或低当量装置，警告當地居民不久後以色列軍方會發動袭击，以便於居民有时间逃离現場。以色列国防军在2008年加沙戰爭、云柱行动和2014年以巴冲突中準備轟炸哈馬斯目標前都有使用過敲屋顶战术。